# العلاقات البرازيلية الدنماركية
العلاقات البرازيلية الدنماركية هي العلاقات الثنائية التي تجمع بين البرازيل والدنمارك.

## مقارنة بين البلدين
هذه مقارنة عامة ومرجعية للدولتين:
| وجه المقارنة                                              | البرازيل | الدنمارك                                                     |
| --------------------------------------------------------- | --- | ------------------------------------------------------------ |
| المساحة (كم2)                                             | 8.52 مليون | 42.92 ألف                                                    |
| عدد السكان (نسمة)                                         | 202.66 مليون | 5.79 مليون                                                   |
| الكثافة السكانية (ن./كم²)                                 | 23.79 | 134.9                                                        |
| العاصمة                                                   | برازيليا، ريو دي جانيرو | كوبنهاغن                                                     |
| اللغة الرسمية                                             | برتغالية برازيلية، Brazilian Sign Language ‏ | اللغة الدنماركية                                             |
| العملة                                                    | ريال برازيلي، كروزيرو ريال برازيلي ‏، كروزيرو البرازيلية (1990–1993)، البرازيلي كروزادو نوفو، كروزادو برازيلي، cruzeiro ‏، كروزيرو البرازيلية (1942–1967)، الريال البرازيلي (قديم) | كرونة دنماركية                                               |
| الناتج المحلي الإجمالي (بليون دولار)                      | 2.06 تريليون | 324.87 مليار                                                 |
| الناتج المحلي الإجمالي (تعادل القوة الشرائية) بليون دولار | 3.22 تريليون | 278.61 مليار                                                 |
| الناتج المحلي الإجمالي الاسمي للفرد دولار أمريكي          | 8.54 ألف | 51.99 ألف                                                    |
| الناتج المحلي الإجمالي للفرد دولار أمريكي                 | 15.89 ألف | 45.54 ألف                                                    |
| مؤشر التنمية البشرية                                      | 0.754 | 0.900                                                        |
| رمز المكالمات الدولي                                      | +55 | +45                                                          |
| رمز الإنترنت                                              | .br | .dk                                                          |
| المنطقة الزمنية                                           | | توقيت وسط أوروبا، ت ع م+02:00، ت ع م+01:00، أوروبا/كوبنهاجن ‏ |

## مدن متوأمة
في ما يلي قائمة باتفاقيات التوأمة بين مدن برازيلية ودنماركية:
- ترتبط كوريتيبا مع كوبنهاغن باتفاقية توأمة.[16][17]
- ترتبط كريسيوما مع هرنينغ باتفاقية توأمة.

## منظمات دولية مشتركة
يشترك البلدان في عضوية مجموعة من المنظمات الدولية، منها:
| علم المنظمة | اسم المنظمة                        | تاريخ انضمام البرازيل | تاريخ انضمام الدنمارك |
| ----------- | ---------------------------------- | --------------------- | --------------------- |
|             | البنك الدولي للإنشاء والتعمير      | 14 يناير 1946         | 30 نوفمبر 1960        |
|             | يونسكو                             | 4 نوفمبر 1946         | 4 نوفمبر 1946         |
|             | الاتحاد البريدي العالمي            | ?                     | ?                     |
|             | البنك الإفريقي للتنمية             | ?                     | ?                     |
|             | نظام تحكم تكنولوجيا القذائف        | 1995                  | 1990                  |
|             | منظمة الشرطة الجنائية الدولية      | ?                     | ?                     |
|             | الأمم المتحدة                      | 24 أكتوبر 1945        | 24 أكتوبر 1945        |
|             | مؤسسة التنمية الدولية              | 15 مارس 1963          | 30 نوفمبر 1960        |
|             | المرصد الأوروبي الجنوبي            | 2010                  | 1967                  |
|             | منظمة التجارة العالمية             | ?                     | 1995                  |
|             | وكالة ضمان الاستثمار متعدد الأطراف | 7 يناير 1993          | 12 أبريل 1988         |
|             | الاتحاد الدولي للاتصالات           | 4 يوليو 1877          | 1866                  |
|             | مجموعة الموردين النوويين           | ?                     | ?                     |
|             | مؤسسة التمويل الدولية              | 31 ديسمبر 1956        | 20 يوليو 1956         |
|             | الفريق المعني برصد الأرض           | ?                     | ?                     |
|             | منظمة حظر الأسلحة الكيميائية       | ?                     | ?                     |

## وصلات خارجية
- موقع وزارة الخارجية البرازيلية
- موقع وزارة الخارجية الدنماركية